# カーラ (犬種)
カーラ（英：Khala）とは、ボリビア原産のヘアレス犬種である。犬種名は現地語で「裸」を意味している。犬種名のスペルはChalaとつづられる事もある。別名はヘアレス･カーラ（英：Hairless Khala）、ボリビアン･ヘアレス･ドッグ（英:Bolivian Hairless Dog）。       

## 歴史
ペルーからボリビアに移民としてやってきた人々が連れてきた、ペルービアン・ヘアレス・ドッグが先祖である。これに現地の犬を掛け合わせることにより作り出された犬種である。作出に使われた犬はカーラ・ハウンド以外にはよく分かっていないが、地域によって使われた犬種に違いがあったため、現在のカーラの容姿は2タイプに分かれている。
はじめのうちは一部が食用として使われていたがすぐに取りやめられ、完全にペットとしてのみ飼育されるようになった。原産国ではペットとして人気を博し、ボリビアの国犬にも指定された。しかし、原産国外では非常に珍しい犬種で、国外ではあまり知られていない。FCIへの申請も行われたが、まだ公認は行われていない。

## 特徴
その容姿はタイプによって異なる。セントハウンドの影響を受け、少しがっしりとしたポッタリー（Pottery）タイプのものと、サイトハウンドの影響を受け、それよりも背が高く細身のサイトハウンド（Sighthound）タイプのものがいる。又、カーラはヘアレス犬種のため通常の無毛のヘアレスタイプのものの他にパウダーパフタイプというコートを持つタイプのものがいる。
ポッタリータイプもサイトハウンドタイプもすらりとした体型で、脚と首が長い。耳は立ち耳で、尾はサーベル形の垂れ尾。頭部にはモヒカンのような鬣が生えているが、その他の部分には基本的に毛が生えていない。肌はなめらかでしっとりしていて、さわるとあたたかい。肌の色は紫色（腹部等は桃色の事もある）で、いくらか日差しを防ぐ事が出来る。体高はポッタリータイプが36～43cm、サイトハウンドタイプが43～51cmである。性格は警戒心が強い面もあるが、穏やかで攻撃的な面がなく、遊ぶ事が大好きである。飼育に当たっては肌が乾燥しないようにクリームを塗るなどして保湿し、寒い時期の散歩の際には洋服を着せる必要がある。又、他のヘアレス犬種と同様にヘアレスタイプのものは生まれつき歯が足りないため、あまり硬すぎるものを与えないように注意が必要である。運動量は普通である。

## 参考
『デズモンド・モリスの犬種事典』デズモンド・モリス著書、福山英也、大木卓訳 誠文堂新光社、2007年